# Neuroctenus arizonicus
Neuroctenus arizonicus är en insektsart som beskrevs av Nicholas A. Kormilev 1982. Neuroctenus arizonicus ingår i släktet Neuroctenus och familjen barkskinnbaggar. Inga underarter finns listade i Catalogue of Life.